# 金澤英果
金澤 英果（かなざわ はなか、2000年12月27日 - ）は、日本の女子バスケットボール選手である。ポジションはセンター。Wリーグの三菱電機コアラーズ所属。

## 来歴
兵庫県三田市出身。
中学までは全国大会に縁がなかったが、全国の有望選手が集まる「U-14トップエンデバー」に選ばれる。
高校は香川県の英明高校に進み、2年時に全国大会を経験。
大阪人間科学大進学後は関西大学リーグ優勝を経験し、優秀選手賞にも選ばれた。
2023年、新潟アルビレックスBBラビッツに加入。
2025年、新潟を退団。三菱電機コアラーズに移籍